# Frances Northcutt
Frances « Poppy » Northcutt (née le 10 août 1943) est une avocate du Texas qui a commencé sa carrière en tant que calculatrice humaine puis ingénieure pour le programme Apollo de la NASA, participant ainsi à la course à l'espace. Grâce à la mission Apollo 8, elle devient la première femme ingénieure impliquée dans le contrôle d'une mission de la NASA,,.
Plus tard dans sa carrière, Northcutt sera une avocate spécialisée dans les droits des femmes. Au début des années 1970, elle siège au conseil d'administration de l'Organisation nationale pour les femmes (National Organization for Women). Encore aujourd'hui[Quand ?], elle fait du bénévolat pour plusieurs organisations à Houston qui défendent le droit à l'avortement.

## Biographie
Frances Northcutt est née à Many (Louisiane, États-Unis), le 10 août 1943. Elle grandit à Luling, puis déménage à Dayton, au Texas. Northcutt fréquente le lycée Dayton High School dans le comté de Liberty, puis étudie les mathématiques à l' Université du Texas.

## Carrière

### Ingénieure pour le programme Apollo
Après avoir obtenu son diplôme en trois ans et demi, Northcutt est embauchée en 1965 par TRW, un entrepreneur aérospatial associé à la NASA et situé à Houston, en tant que « calculateur humain » pour le nouveau programme Apollo. Après six mois, et sa première évaluation, elle est promue au sein du personnel technique, le terme utilisé à cette époque pour désigner le personnel effectuant des travaux d'ingénierie. Northcutt est ainsi la première femme à travailler comme personnel technique dans cette entreprise. La différence de rémunération entre son rôle de « calculateur humain » et son rôle de personnel technique était si grande que l'entreprise ne disposait pas de mécanismes pour approuver sa promotion. Le directeur des opérations a dû prévoir des augmentations de salaire régulières afin que le salaire de Northcutt soit équitable par rapport à ses collègues masculins. Cette expérience de l'écart de rémunération entre les sexes a inspiré l'activisme ultérieur de Northcutt pour les droits des femmes.  
Northcutt était en poste dans la salle de contrôle réservée à la planification et l'analyse de missions. Northcutt et son équipe ont calculé la trajectoire de retour d'Apollo 8 depuis la Lune jusqu'à la Terre. Elle put identifier des erreurs dans le plan et affiner les calculs de manière à réduire la quantité de carburant utilisée pour effectuer la rotation autour de la Lune. Apollo 8, le deuxième vaisseau spatial Apollo avec équipage, est devenu la première mission avec équipage à quitter l'orbite terrestre. Il a en effet atteint avec succès la Lune, s'est mis en orbite puis est revenu sur Terre sans encombre le 27 décembre 1968,,,.
Northcutt a continué à travailler avec TRW et la NASA pendant plusieurs années, notamment sur des missions de la NASA telles qu'Apollo 13. A l'annonce de l'explosion du réservoir d'oxygène au cours la mission, Northcutt et d'autres ingénieurs impliqués dans le développement du programme informatique pour Apollo 13 se sont réunis pour trouver un moyen de ramener les astronautes en toute sécurité. Pour cet exploit, Northcutt et l'équipe responsable des opérations de la mission ont reçu la médaille présidentielle de la liberté pour une équipe pour leur travail sur Apollo 13.
Certains livres et articles destinés au public profane ont affirmé qu'un cratère lunaire situé près de l'endroit où le module lunaire Apollo 17 a atterri a été nommé en son honneur,,. Cependant, Gene Cernan, le commandant de la mission Apollo 17, a déclaré dans une interview dans la revue Apollo Lunar Surface Journal qu'avant la mission, il avait nommé un cratère « Poppie » d'après le surnom que sa fille utilisait pour l'un de ses grands-pères. Les documents de la NASA ont mal orthographié le nom, le transformant en « Poppy ». Les équipages d'Apollo et le bureau des astronautes de la NASA ont attribué des noms non officiels aux reliefs lunaires pour faciliter leur référence. D'autres noms donnés par Cernan aux cratères situés non loin du site d'atterrissage étaient « Punk », le surnom de sa fille, « Frosty » et « Rudolph », d'après des personnages de contes de Noël pour enfants,. Cependant, le répertoire de la nomenclature planétaire de l'Union astronomique internationale / US Geological Survey ne contient aucune entrée pour les cratères lunaires nommés « Poppie » ou « Poppy ».

### Son combat pour les droits des femmes
Chez TRW, Northcutt a siégé au comité d'action positive de l'entreprise et a plaidé pour l'amélioration de sa politique en matière de congés de maternité. En tant que l'une des rares femmes ingénieures, Northcutt s'est de plus en plus impliquée dans le mouvement de libération des femmes. Elle a aidé à organiser des manifestations et des grèves, à composer des discours et des communiqués de presse de manière à soutenir les actions de l'Organisation nationale pour les femmes. Elle a pris la parole au conseil municipal de Houston à plusieurs reprises et, en 1974, le maire de Houston l'a nommée première avocate des femmes de la ville. À ce poste, elle a contribué à l'adoption de nombreuses lois améliorant la condition des femmes. Elle a par exemple négocié un accord avec le département de police de la ville permettant aux femmes de devenir policières. Elle a obtenu que le service d'incendie accepte de laisser les femmes devenir pompiers. Elle a également dirigé une importante étude sur l'égalité salariale portant sur l'ensemble de la masse salariale municipale de Houston. Elle était tellement dévouée à sa tâche qu'elle a compté les toilettes pour femmes et pour hommes dans toute la ville, dans le but d'amener ce nombre à la parité.
Northcutt a contribué à augmenter considérablement le nombre de femmes au sein des conseils et commissions. Elle a aidé à faire adopter une loi interdisant aux hôpitaux de faire payer les femmes se présentant pour des kits de viol. Plus tard, Northcutt deviendra présidente du chapitre de Houston et de tout le Texas de l'Organisation nationale des femmes.
Pendant tout ce temps, Northcutt est toujours employée par TRW, recevant un salaire partiel puisqu'elle était mise à disposition de la ville. À l'expiration de son mandat, elle est retournée chez TRW pendant un certain temps dans la division de contrôles de l'entreprise. Pendant ce temps, elle a suivi des cours du soir en droit[réf. nécessaire].

### Carrière juridique
En 1984, Northcutt a obtenu son diplôme summa cum laude de l'Université de Houston Law Center, devenant ainsi avocate en droit pénale. Northcutt a continué à pratiquer le droit avec un accent particulier et un dévouement pour la lutte pour les droits civils,. Northcutt a travaillé pour Jane's Due Process, une organisation qui assure la protection des mineures légales enceintes. Elle a également travaillé pour le bureau des procureurs de district du comté de Harris et a été la première procureure de l'unité de lutte contre la violence domestique.

## Honneur
Le 19 décembre 2023, l'astéroïde (355657) Poppy est nommé en son honneur.

## Autres liens
- Eleanor Steafel, « One woman in a room full of men », Daily Telegraph plc., London,‎ 20 juillet 2019, p. 56–59, 61 (OCLC 69022829)
- « Poppy Northcutt: Return to Earth Specialist (digital short) », sur American Experience: Chasing the Moon, PBS, 10 juillet 2019 (consulté le 24 juillet 2019)